# التمرد الشيوعي في بورما

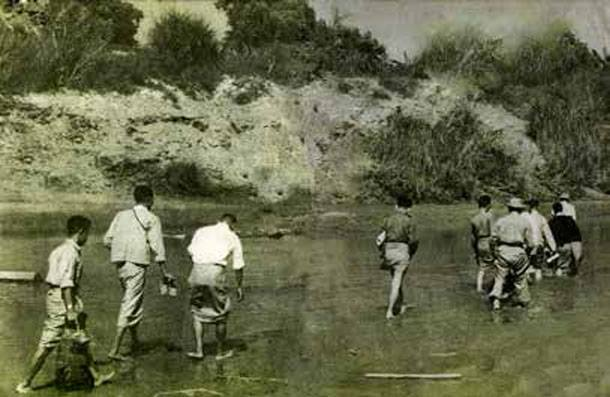
لقد عادوا: متمردو الحزب الشيوعي في بورما يعودون إلى قواعدهم بعد محادثات السلام الفاشلة في رانغون التي نظمها الجنرال ني وين.

نُظم التمرد الشيوعي في بورما (ميانمار حاليًا) أولًا من قِبل الحزب الشيوعي البورمي (اختصارًا، سي بّي بي؛ عاميًا «الأعلام البيضاء») والحزب الشيوعي (بورما) («الأعلام الحمراء») من عام 1948 إلى 1989. انتهى الصراع عندما تراجعت قوة الحزب الشيوعي البورمي بسبب تمردٍ داخلي، حلّ جناحه المسلح.

## جذوره

### الحرب العالمية الثانية
أثناء وجودهما في سجن إنسين في يوليو 1941، تشارك تاكين سو وتاكين تان تون في تأليف بيان إنسين، الذي أعلن الفاشية «العدو الرئيسي في الحرب القادمة» ودعَوا إلى تعاون مؤقت مع البريطانيين وإنشاء تحالف واسع يشمل الاتحاد السوفيتي. اتبع البيان خط الجبهة الشعبية الذي دعا إليه الزعيم الشيوعي البلغاري جيورجي ديميتروف في مؤتمر الكومنترن (الشيوعية الدولية) السابع في عام 1935.
خالف هذا الأمر وجهة النظر المتداولة لجمعية نحن البورميون القومية («تاكينز»)، بمن فيهم أون سان، الذي غادر بورما سرًا في عام 1940 مع مجموعة من المثقفين الشباب، الذين عُرفوا فيما بعد باسم الرفاق الثلاثين، لتلقي تدريب عسكري من اليابانيين. عاد أون سان والرفاق الثلاثون إلى بورما في عام 1941 وأنشأوا جيش استقلال بورما (بي آي إيه) لمحاربة الحلفاء. عند استيلاءهم على رانغون في عام 1942، أسس اليابانيون دولة دمية في بورما ثم نصبوا أون سان رئيسًا للوزراء في أغسطس 1943. أُعيد أيضًا تنظيم جيش استقلال بورما ليكون القوة المسلحة للدولة الدمية، باسم جيش بورما الوطني (بي إن إيه).
بدأ تاكين سو العمل سرًا في دلتا إيراوادي لتنظيم المقاومة المسلحة بعد الغزو بفترة وجيزة، وتمكن تاكين تان تون بصفته وزير الأراضي والزراعة من نقل المعلومات الاستخباراتية إلى تاكين سو. تواصل تاكين تين بي وتين شو في يوليو 1942 مع الحكومة الاستعمارية المنفية في شيملا، الهند. في يناير 1944 في اجتماع سري بالقرب من ديداي في الدلتا، عقد الحزب الشيوعي البورمي مؤتمره الأول بنجاح برئاسة تاكين سو.
مع تقدم الوقت، ازدادت شكوك أون سان في قدرة اليابان على كسب الحرب، وفي منتصف عام 1944 قرر تغيير موقفه، والتواصل مع رفاقه السابقين في الحزب الشيوعي البورمي. شكل الحزب الشيوعي البورمي، إلى جانب جيش بورما الوطني والحزب الثوري الشعبي (بّي إس بّي)، المنظمة المناهضة للفاشية (إيه إف أو) في اجتماع سري في بيغو في أغسطس 1944. أُعيدت تسمية المنظمة المناهضة للفاشية لاحقًا باسم رابطة الحرية الشعبية المناهضة للفاشية (إيه إف بّي إف إل) في 3 مارس 1945. بعد خمسة أيام في 8 مارس 1945، بدأ القائد الشيوعي با هتو من القيادة الشمالية الغربية المتمركزة في ماندالاي تمردًا ضد اليابانيين. تصاعد التمرد إلى ثورة وطنية في 27 مارس 1945، بقيادة الجيش الوطني البورمي تحت إمرة أون سان. بحلول يوليو 1945 استسلمت القوات اليابانية، وأصبحت رابطة الحرية الشعبية المناهضة للفاشية الحزب السياسي الأكثر نفوذًا في بورما في سنوات ما بعد الحرب التي سبقت الاستقلال ولسنوات عدة بعد تحقيق الاستقلال.

### تطورات ما بعد الحرب العالمية الثانية
توجه تاكين سو وبا تين إلى الهند في سبتمبر 1945 للتحدث إلى الحزب الشيوعي الهندي، حيث كانت البراودرية تتعرض للهجوم، وعاد تاكين سو مقتنعًا بأن الكفاح المسلح هو السبيل الوحيد للمضي قدمًا. وسط انتشار الإضرابات بدئًا من شرطة رانغون والتجمعات الجماهيرية، عرض الحاكم البريطاني الجديد السير هوبرت رانس على أون سان والآخرين مقاعدًا في المجلس التنفيذي. رفض أون سان العرض في بادئ الأمر لكنه قبل به أخيرًا في سبتمبر 1946. كان الحزب الشيوعي البورمي قد تخلى بحلول ذلك الوقت عن خط البراودرية، وأسفر الشقاق الذي باعد بين الحزب وأون سان من جهة والاشتراكيين من جهة أخرى إلى إجبار تاكين تان تون على الاستقالة من منصبه أمينًا عامًا لرابطة الحرية الشعبية المناهضة للفاشية في يوليو من ذلك العام، وهو المنصب الذي شغله منذ إنشائها. في نهاية المطاف، طُرد الحزب من الرابطة في 2 نوفمبر بعد أن اتهم الشيوعيون أون سان والاشتراكيين «بالركوع أمام الإمبريالية» وبالخيانة من خلال الانضمام إلى المجلس التنفيذي وإيقاف الإضراب العام.
في فبراير 1946 ندد تاكين سو بقيادة الحزب الشيوعي البورمي، متهمًا إياها بالبراودرية، وهو شكل من أشكال التحريفية التي تبناها إيرل براودر، زعيم الحزب الشيوعي الأمريكي. جادل براودر بأن الثورة المسلحة لم تعد ضرورية لتأسيس ديكتاتورية البروليتاريا، إذ ضعُفت الفاشية والإمبريالية العالميتان، مما يجعل الأساليب الدستورية خيارًا حقيقيًا لتحقيق «التحرير الوطني». كان تاكين تين بي، الذي حل محل تاكين سو أمينًا عامًا، القائد المسؤول عن وثيقة السياسات الخاصة بوضع الاستراتيجية تحت عنوان نحو تفاهم مشترك أفضل وتعاون أكبر، كُتبت في الهند وأُقرها المؤتمر الثاني للحزب في رانغون على طريق باغايا في يوليو 1945. انفصل تاكين سو عن الحزب الشيوعي البورمي ليشكل مجموعة منشقة سُميت الحزب الشيوعي (بورما) أو الحزب الشيوعي (بي) اختصارًا. أُطلق على الحزب الشيوعي (بي) لقب «شيوعيو العلم الأحمر» إذ استمروا في استخدام العلم الأصلي ذي اللون الأحمر للحزب الشيوعي البورمي. ظلت الغالبية مع تاكين تان تون وتاكين تين بي واستمروا في التعاون مع رابطة الحرية الشعبية المناهضة للفاشية؛ أطلقت عليهم الصحافة في رانغون لقب «شيوعيو تين تان» وكانوا معروفين عمومًا باسم «شيوعيو العلم الأبيض» لاستخدامهم أعلام الحزب الجديدة ذات اللون الأبيض. لاحظ البريطانيون أثناء المفاوضات أن تاكين تان تون هو المفكر خلف أون سان، إذ غالبًا ما رجع أون سان إلى نسيبه لإبداء رأيه. في النهاية فشل الحزب الشيوعي البورمي بتحقيق «وحدة يسارية» مع أون سان والاشتراكيين بقيادة يو نو وكياو نين داخل رابطة الحرية الشعبية المناهضة للفاشية.
في فبراير 1947، حضر با ثين تين وزعيم الطلاب الشيوعيين أون جي مؤتمر الإمبراطورية البريطانية للأحزاب الشيوعية في لندن، وهي المرة الأولى التي يشارك فيها الحزب الشيوعي البورمي في منتدى شيوعي دولي. بعد إدانة انتخابات الجمعية التأسيسية التي جرت في أبريل التالي، قدم الحزب 25 مرشحًا شابًا لكنه حصل على سبعة مقاعد فقط. صدم اغتيال أون سان وأعضاء حكومته في 19 يوليو الحزب الشيوعي البورمي كما صُدمت بقية البلاد، مع ذلك، استمر حرص الحزب على بناء جبهة موحدة مع رابطة الحرية الشعبية المناهضة للفاشية لطرد البريطانيين من بورما، مقتنعين بأن الاغتيال كان مؤامرة إمبريالية لمنع أون سان من تحقيق الوحدة اليسارية.
اختتم يو نو المفاوضات التي بدأها أون سان مع رئيس الوزراء البريطاني كليمنت أتلي في لندن، وأدان الشيوعيون المعاهدة الموقعة بين نو وأتلي في أكتوبر 1947 بوصفها زائفة، وكان الخلاف بالتحديد حول اتفاقية الدفاع الموقعة بين ليت يا وفريمان المرفقة كملحقٍ للمعاهدة. نصت على فترة أولية مدتها ثلاث سنوات تبقى من خلالها بعثة تدريب عسكرية بريطانية في البلاد وعلى تحالف عسكري محتمل في المستقبل مع بريطانيا. كان هذا إثباتًا للحزب الشيوعي البورمي على نية بريطانيا في تقويض سيادة بورما وعلى استسلام يو نو.
دعا يو نو إلى تحالف جديد بين الشيوعيين والاشتراكيين في 8 نوفمبر 1947، وحث على إجراء مفاوضات بين الحزب الشيوعي البورمي والحزب الثوري الشعبي ومنظمة التطوع الشعبي، وهي رابطةٌ من قدامى محاربي الحرب العالمية الثانية وكانت بمثابة جيش أون سان الخاص. عندما فشلت محاولة التحالف، اتهم يو نو الشيوعيين بجمع السلاح للانتفاضة. ترك تأثير الحملات الشيوعية ضد المعاهدة بصماته على قرار بورما بعدم الانضمام إلى الكومنولث البريطاني. أصدر يباو با تين، منظر الحزب الشيوعي البورمي - وهو بنغالي مولود في بورما - أطروحة في ديسمبر 1947 بعنوان حول الوضع السياسي الراهن ومهامنا وضعت إستراتيجية ثورية أحيت شعار «الانتزاع النهائي للسلطة» من يناير الماضي، ودعت إلى «ثورة وطنية لتمزيق معاهدة العبودية»، وتأميم جميع الأصول البريطانية والأجنبية، وإلغاء جميع أشكال الإقطاعية والاستدانة، وتفكيك بيروقراطية الدولة واستبدال حكومة شعبية بها، وتشكيل تحالفات واتفاقيات تجارية مع «الصين الديمقراطية، وفيتنام وإندونيسيا المناضلتان» والدول الديمقراطية الأخرى التي تقاوم «الهيمنة الإمبريالية الأنجلو أمريكية». سيجري اتباع إستراتيجية ذات شقين: حملة متصاعدة من الإضرابات من قِبل العمال والموظفين الحكوميين في رانغون وغيرها من المدن، وإنشاء مناطق «حرة» في الريف يدافع عنها الحرس الأحمر المكون من منظمة التطوع الشعبي المدربة على حروب العصابات.
شهد فبراير 1948 موجة من الإضرابات في رانغون من قِبل مجلس نقابات عمال عموم بورما بدعم من الحزب الشيوعي البورمي، وفي مارس 1948، نُظمت مسيرة جماهيرية قوامها 75,000 شخص من قِبل منظمة فلاحي بورما في بينمانا. أمر يو نو باعتقال قادة الحزب الشيوعي البورمي، لاقتناعه بأنهم كانوا يخططون لانتفاضة في يوم المقاومة، 27 مارس، ليكتشف بعدها أن مقر الحزب في باغايا كان فارغًا في صباح يوم المقاومة. توجهت قيادة الحزب إلى معقلها في بينمانا لبدء ثورة مسلحة.